# یواخیم بوشنر
یواخیم بوشنر (آلمانی: Joachim Büchner؛ ۸ آوریل ۱۹۰۵ – ۲۲ فوریه ۱۹۷۸) دونده سرعت اهل آلمان بود.
وی در مسابقات کشوری و بین‌المللی در مجموع برندهٔ ۱ مدال برنز شده‌است.